# Plagiochila integrilobula
Plagiochila integrilobula là một loài rêu trong họ Plagiochilaceae. Loài này được Schiffner mô tả khoa học đầu tiên.